# Okenia mediterranea
Okenia mediterranea is een slakkensoort uit de familie van de Goniodorididae. De wetenschappelijke naam van de soort is voor het eerst geldig gepubliceerd in 1886 door Von Ihering.